# M&C Saatchi
M&C Saatchi – agencja reklamowa założona w styczniu 1995 roku przez braci Maurice'a (aktualnie Lord Saatchi) i Charlesa Saatchi po swoim odejściu ze swojej własnej agencji Saatchi & Saatchi. Aktualnym dyrektorem firmy jest Graham Fink. Agencja pracowała m.in. nad kampanią brytyjskich Konserwatystów.